# 2014年ソチオリンピックのサンマリノ選手団
2014年ソチオリンピックのサンマリノ選手団（2014ねんソチオリンピックのサンマリノせんしゅだん）は、2014年2月7日から23日までロシアのソチで開催されたソチオリンピックサンマリノ選手団の名簿。

## 選手団
- 人員: 選手 2人
- 開会式旗手: ヴィンチェンツォ・ミケロッティ

## アルペンスキー
- ヴィンチェンツォ・ミケロッティ

男子大回転 (失格)
- フェデリカ・セルヴァ

女子大回転 (途中棄権)